# Суворовское сельское поселение (Краснодарский край)
Суворовское се́льское поселе́ние — муниципальное образование в Усть-Лабинском районе Краснодарского края России.
В рамках административно-территориального устройства Краснодарского края ему соответствует  Суворовский сельский округ.
Административный центр и единственный населённый пункт  — село Суворовское.

## Население
| 2010  | 2012  | 2013  | 2014  | 2015  | 2016  | 2017  |
| ----- | ----- | ----- | ----- | ----- | ----- | ----- |
| 2757  | ↗2759 | ↘2753 | ↘2747 | ↘2704 | →2704 | ↘2698 |
| 2018  | 2019  | 2020  | 2021  | 2023  |       |       |
| ↘2640 | ↘2582 | ↘2571 | ↘2150 | ↘2111 |       |       |

## Местное самоуправление
Главы сельского поселения
- Твердохлеб Роман Сергеевич
- с декабря 2014 года - Шагундоков Ислам Юрьевич[14]